# Lake Placid 3
Lake Placid 3 (bra: Pânico no Lago 3) é um filme estadunidense de 2010, dos gêneros ação, terror e ficção científica, dirigido por Griff Furst.

## Sinopse
Os crocodilos retornam ao lago, e estão prontos para causar mais terror ainda do que antes. São atraídos por alces, alimento de crocodilos, e por um garoto chamado Connor, que os alimenta diariamente, colocando sua família (mãe, tia e pai, que é policial) em perigo. Paralelamente um grupo de 4 estudantes vão para o lago, e são caçados por um crocodilo. O namorado de uma das estudantes, temendo que aconteça o pior, sai em busca de ajuda, e junto com a guia Reba e outros dois homens sai em procura de sua namorada.

## Elenco
- Colin Ferguson como Nathan Bickerman
- Yancy Butler como Reba
- Kirsty Mitchell como Susan Bickerman
- Kacey Barnfield como Ellie
- Jordan Grehs como Connor Bickerman
- Michael Ironside como xerife Tony Willinger
- Mark Evans como Brett
- Nils Hognestad como Aaron
- Bianca Ilich como Vica
- Angelica Penn como Tara
- Brian Landon como Charlie Berman
- Atanas Srebrev como Jonas
- Donald Anderson como Walt
- Roxanne Pallett como April
- James Marchant como Jason
- Velizar Binev como Dimitri